# Wydział Budownictwa, Inżynierii Środowiska i Architektury Politechniki Rzeszowskiej im. Ignacego Łukasiewicza
Wydział Budownictwa, Inżynierii Środowiska i Architektury Politechniki Rzeszowskiej im. Ignacego Łukasiewicza – jeden z siedmiu wydziałów Politechniki Rzeszowskiej im. Ignacego Łukasiewicza.

## Historia
Wydział powstał we wrześniu 1966 w ramach Wyższej Szkoły Inżynierskiej w Rzeszowie jako Wydział Inżynierii Komunalnej. Pierwotnie prowadzono w nim studia na kierunkach budownictwo lądowe i urządzenia sanitarne. W 1968 przyjęto nazwę Wydział Budownictwa Lądowego i Komunalnego. W 1970 dyplomy uzyskali pierwsi absolwenci. Nazwę wydziału później zmieniano dwukrotnie: w 1981 na Wydział Budownictwa i Inżynierii Środowiska a w 2014 na Wydział Budownictwa, Inżynierii Środowiska i Architektury. Wydział posiada uprawnienia do nadawania stopnia naukowego doktora nauk technicznych w dyscyplinach: budownictwo (od 1993 r.) oraz inżynieria środowiska (od 2012 r.). W 2012 roku uzyskał uprawnienia do nadawania stopnia naukowego doktora habilitowanego nauk technicznych w dyscyplinie budownictwo.

## Kierunki kształcenia

### Studia stacjonarne
Dostępne kierunki:
- architektura (studia I i II stopnia)
- budownictwo (studia I i II stopnia)
- energetyka (studia I i II stopnia)
- geodezja i planowanie przestrzenne (studia I i II stopnia)
- inżynieria środowiska (studia I i II stopnia)
- transport (studia I stopnia)

### Studia niestacjonarne
Dostępne kierunki:
- budownictwo (studia I i II stopnia)
- geodezja i planowanie przestrzenne (studia I i II stopnia)
- inżynieria środowiska (studia I i II stopnia)

## Poczet dziekanów
1. prof. dr hab. inż. Zbyszko Stojek (1967–1972)
2. doc. dr inż. Eugeniusz Leski (1972–1975)
3. prof. dr hab. inż. Zbyszko Stojek (1975–1976)
4. prof. dr hab. inż. Stanisław Polański (1976–1980)
5. prof. dr hab. inż. Roman Kadaj (1980–1982)
6. doc. dr inż. Michał Gałda (1982–1990)
7. prof. mgr inż. Andrzej Jarominiak (1990–1993)
8. prof. dr hab. inż. Zbyszko Stojek (1993–1999)
9. dr hab. inż. Szczepan Woliński, prof. PRz (1999–2005)
10. prof. dr hab. inż. Leonard Ziemiański (2005–2012)
11. prof. dr hab. inż. Piotr Koszelnik (2012–2019)
12. prof. dr hab. inż. Marek Gosztyła (2019–2020)
13. prof. dr hab. inż. Lech Lichołai (od 2020)

## Władze wydziału
W kadencji 2024–2028:
| Stanowisko | Imię i nazwisko                       |
| --- | ------------------------------------- |
| Dziekan | prof. dr hab. inż. Lech Lichołai      |
| Prodziekan ds. Rozwoju                                                                                             | dr hab. inż. Piotr Nazarko, prof. PRz |
| Prodziekan ds. Kształcenia dla kierunków Budownictwo, Architektura oraz Transport                                  | dr inż. Marzena Kłos, prof. PRz       |
| Prodziekan ds. Kształcenia dla kierunków Inżynieria Środowiska, Energetyka oraz Geodezja i Planowanie Przestrzenne | dr inż. Krzysztof Boryczko            |

## Struktura organizacyjna
| Jednostka                                                       | Kierownik                                      |
| --------------------------------------------------------------- | ---------------------------------------------- |
| Katedra Budownictwa Ogólnego                                    | prof. dr hab. inż. Lech Lichołai               |
| Katedra Dróg i Mostów                                           | prof. dr hab. inż. Tomasz Siwowski             |
| Katedra Geodezji i Geotechniki im. Kaspra Weigla                | dr hab. inż. Izabela Skrzypczak, prof. PRz     |
| Katedra Infrastruktury i Gospodarki Wodnej                      | prof. dr hab. inż. Daniel Słyś                 |
| Katedra Inżynierii i Chemii Środowiska                          | dr hab. inż. Renata Gruca-Rokosz, prof. PRz    |
| Katedra Architektury i Dziedzictwa Kulturowego                  | dr hab. inż. arch. Anna Martyka, prof. PRz     |
| Katedra Konstrukcji Budowlanych                                 | dr hab. inż. Lucjan Ślęczka, prof. PRz         |
| Katedra Mechaniki Konstrukcji                                   | dr hab. inż. Bartosz Miller, prof. PRz         |
| Katedra Zaopatrzenia w Wodę i Odprowadzania Ścieków             | prof. dr hab. inż. Barbara Tchórzewska-Cieślak |
| Zakład Ciepłownictwa i Klimatyzacji                             | dr inż. Sławomir Rabczak                       |
| Zakład Inżynierii Materiałowej i Technologii Budownictwa        | dr hab. inż. Janusz Konkol, prof. PRz          |
| Zakład Oczyszczania i Ochrony Wód                               | dr hab. inż. Dorota Papciak, prof. PRz         |
| Zakład Projektowania Architektonicznego i Grafiki Inżynierskiej | dr hab. inż. Jolanta Dźwierzyńska, prof. PRz   |
| Zakład Urbanistyki i Architektury                               | dr inż. arch. Anna Sikora, prof. PRz           |
| Wydziałowe Laboratorium Badań Konstrukcji                       | dr inż. Lucjan Janas                           |